# توم (لاعب كرة قدم برازيلي)
توم (18 مارس 1986 في البرازيل - ) هو لاعب كرة قدم برازيلي في مركز الوسط. لعب مع نادي بالميراس ونادي بيروي ستارا زاغورا ونادي لوكوموتيف بلوفديف ونادي لوكوموتيف صوفيا وFC Minyor Pernik ‏ وClube Atlético Taquaritinga ‏ وSociedade Esportiva Palmeiras B ‏.

## وصلات خارجية
- توم على موقع قاعدة بيانات كرة القدم.إي يو (الإنجليزية)
- توم على موقع Soccerway.com (الإنجليزية)